# Rohdichte
Die Rohdichte, auch scheinbare oder geometrische Dichte oder Raumgewicht genannt, ist die Dichte eines porösen Festkörpers basierend auf dem Volumen einschließlich der Porenräume:
{\displaystyle \rho _{\text{roh}}={\frac {m}{V_{\text{fest}}+V_{\text{por}}}}}
mit der Festkörpermasse {\displaystyle m}, dem Volumen der Festkörpermatrix {\displaystyle V_{\mathrm {fest} }} und dem Porenraum-Volumen {\displaystyle V_{\mathrm {por} }}.
Das Gegenstück zur Rohdichte ist die Reindichte. Reindichte und Rohdichte unporöser Körper sind gleich:
{\displaystyle V_{\text{por}}=0\Rightarrow \rho _{\text{roh}}=\rho _{\text{rein}}}
Der Quotient aus Roh- und Reindichte ist die relative Dichte. Ihre Differenz zu 1 (bzw. zu 100 %) ist die Gesamtporosität (die Summe aus offener und geschlossener Porosität).
Zusammenhänge:
- Bei Baustoffen wirkt sich eine steigende Rohdichte in der Regel positiv auf den Schallschutz und negativ auf die Wärmedämmung aus.
- Bei Material, das bis auf die Hohlräume homogen ist (Schaumstoffe und andere Schaumwerkstoffe), kann man die Rohdichte über den Vergleich der Volumina vor und nach dem Aufschäumen ermitteln.
- Bei Matratzen bezieht sich das „Raumgewicht“, das oft als Haupt-Qualitätsmerkmal genannt wird, auf die Masse des verarbeiteten Rohmaterials (z. B. Kunststoff oder Latex). D. h., eine fertige Matratze mit höherem Raumgewicht hat (bei gleichen Abmessungen) ein geringeres Luft- bzw. Porenvolumen, eine höhere (Roh-)Dichte und eine geringere Porosität als eine Vergleichsmatratze.

## Rohdichte von Mineralgemischen
Naturgesteine sind häufig Mineralgemische, sie sind aus unterschiedlichen Mineralen zusammengesetzt, beispielsweise besteht Granit im Wesentlichen aus den Mineralien Quarz, Feldspat und Glimmer. Solche Mineralgemische aus unterschiedlichen auskristallisierten Mineralphasen werden zuweilen auch als „heterogene Gesteine“ bezeichnet. Mineralgemische beinhalten oft verschiedene Inputkomponenten für Produktionsprozesse im Bereich der Glas-, Keramik- oder Bindemittelherstellung, beispielsweise etwa bestimmte Silikatgemische.

### Rohdichte im Bauwesen
In DIN 12697 über die Prüfung von Asphalt wird mit der Rohdichte (maximum density) die Masse des Asphalts ohne Luftporen bezeichnet, das Gegenstück der obigen Definition. Die Masse eines Probekörpers, bezogen auf das Volumen einschließlich Luftporen, wird hier als Raumdichte bezeichnet.